# DGB-Bezirk Sachsen
Der DGB-Bezirk Sachsen umfasst das Bundesland Sachsen. 273.504 Gewerkschaftsmitglieder sind bezirksweit organisiert.
Die 9. Bezirkskonferenz am 22. Januar 2022 wählte Markus Schlimbach erneut zum Bezirksvorsitzenden. Als stellvertretende Vorsitzende wurde Daniela Kolbe gewählt.

## Bedeutung
Die Bezirke sind die Gliederungsebene des DGB direkt unterhalb der Bundesebene (s. den Abschnitt Bezirke und Regionen im Artikel zum DGB) und umfassen ein oder mehrere Bundesländer. Der DGB-Bezirk dient hauptsächlich der Koordination der sich auf dem Gebiet befindenden Mitgliedsgewerkschaften bzw. der politischen Außenvertretung und Lobbyarbeit. Er vertritt die gesellschaftlichen, wirtschaftlichen, sozialen und kulturellen Interessen der Arbeitnehmer.

## DGB-Regionen im Bezirk
Der DGB-Bezirk gliedert sich in die Regionen
- Dresden-Oberes Elbtal,
- Leipzig-Nordsachsen,
- Ostsachsen sowie
- Südwestsachsen.[3]

## Die Einzelgewerkschaften im Bezirk
Aufgrund des unterschiedlichen regionalen Zuschnitts der Einzelgewerkschaften gehören zum DGB-Bezirk die folgenden Landes-/etc. Verbände (bzw. Teile davon):
- Eisenbahn- und Verkehrsgewerkschaft (Geschäftsstelle Leipzig)
- Gewerkschaft der Polizei (Landesbezirk Sachsen)
- Gewerkschaft Erziehung und Wissenschaft (Landesverband Sachsen)
- Gewerkschaft Nahrung-Genuss-Gaststätten (Landesbezirk Ost)
- IG Bauen-Agrar-Umwelt (Region Sachsen-Anhalt, Thüringen, Sachsen)
- IG Bergbau, Chemie, Energie (Landesbezirk Nordost)
- IG Metall (Bezirk Berlin-Brandenburg-Sachsen)
- Vereinte Dienstleistungsgewerkschaft (Landesbezirk Sachsen, Sachsen-Anhalt, Thüringen)